# Manoel Henriques Ribeiro
Manoel Henriques Ribeiro (Manaus, 15 de maio de 1945 — Manaus, 18 de janeiro de 2022) foi um político brasileiro eleito vice-governador do Amazonas em 1982 de 1983 a 1985, sucedendo Átila Lins e antecedendo Alfredo Pereira do Nascimento. Também foi prefeito de Manaus de 1985 a 7 de julho de 1988, quando foi afastado por seis meses pelo então governador Amazonino Mendes e foi substituído pelo interventor Alfredo Pereira do Nascimento. Reassumiu por apenas um mês sua posição em dezembro e foi sucedido em eleição por Arthur Virgílio Neto. Em janeiro de 2010, assumiu a presidência do Instituto Municipal de Planejamento Urbano (Implurb) de Manaus, nomeado pelo prefeito Amazonino Mendes.